# Irene Reicherts-Born
Irene Reicherts-Born (* 11. Februar 1924 in Bingen am Rhein; † 22. November 1986 ebenda) war eine deutsche Malerin und Illustratorin.

## Leben
Sie studierte an der Werkkunstschule Offenbach (1942–1945) u. a. bei Willy Meyer und der Kunstakademie Schloss Ellingen (1946–1947) bei Max Körner. Von 1950 bis in die 1960er-Jahre hat Reicherts-Born eine Reihe von Schul- und Kinderbüchern illustriert, z. B. Meine Fibel und Welt im Wort. Ihr malerisches Werk umfasst vor allem Landschaften und Porträts, sowie Blumen und Stillleben, unter Verwendung verschiedener Techniken (Aquarell, Kohle, Tusche, Acryl und Mischtechniken).

## Werke Buchillustrationen (Auswahl)
- Meine Fibel, 1950 (Offenburg: Lehrmittel Verlag)
- Welt im Wort, 1956 (Darmstadt: Schroedel)
- Kinderland, 1962 (Darmstadt: Schroedel)
- Das Kinderhäuschen, 1955 (Stuttgart: Klett)

## Einzel- und Gruppenausstellungen (Auswahl)
- Innenministerium Hessen, Wiesbaden, 1975
- Galerie Moering, Wiesbaden, 1976
- Bad Vilbel GEDOK, 1977
- Galerie Gransche, Worms, 1978
- Ingelheim GEDOK, 1978
- Landtag Rheinland-Pfalz, Mainz, 1980
- Kleine Galerie Eckes, Nieder-Olm, 1981
- Galerie Moering, Wiesbaden, 1982
- Kulturzentrum Bingen am Rhein GEDOK, 1982